# Софи Кинсела
Медлин Софи Таунли (енгл. Madeleine Sophie Townley; 12. децембар 1969), познатија под псеудонимом Софи Кинсела (енгл. Sophie Kinsella), британска је књижевница.

## Каријера
Након што је завршила New College у Оксфорду, радила је као новинарка пратећи сектор тржишта и финансија. Свој први роман „Тенис журка“ (The Tennis Party) написала је са 24 године.
Најпознатија је по серијалу романа о купохоличарки, Беки Блумвуд, финансијској новинарки која не може разумно да управља сопственим финансијама. Фокусира се на њену опсесију куповином, која је често доводи до много проблема. По роману је снимљен и филм Тајни свет снова једне купохоличарке.

## Приватни живот
Софи Кинсела тренутно живи у Енглеској са супругом, Хенријем Викамом, и са три сина: Фредијем, Хугом и Оскаром.